# Ujak Albert
Albert Gladstone Trotter (19. studenog 1920. – cca. 2001.) fiktivni je lik iz BBC-jeva sitcoma Mućke. Glumio ga je Buster Merryfield.
Albert se 1937. pridružio Kraljevskoj mornarici, sa 17 godina, a dvije godine kasnije, nakon izbijanja Drugog svjetskog rata, pozvan je u akciju. Ostatak života je proveo prisjećajući se iskustava iz rata. Zaradio je sedam medalja - iako je razlog tome činjenica da je imao nesreću služiti na sedam brodova koji su u četiri godine potopljeni. 
Nakon rata, Albert se pridružio Kraljevskoj trgovačkoj mornarici te se na Jugoistoku čak upustio u profesionalno bacanje u podrume pubova kako bi zaradio odštetu.
Ujak Albert pridružio se glumačkoj postavi početkom 1985. u epizodi "Strained Relations", nakon smrti njegova starijeg brata Edwarda Trottera. U epizodi "Tea for Three" je ustvrđeno kako su se dva brata prije nekog vremena posvađala oko Ade, Albertove žene, i nikad više progovorili. Ubrzo nakon sprovoda, Alberta su napustili Stan i Jean, kod kojih je živio. Nakon nešto oklijevanja, Del je dopustio stricu da ostane. Albert i Djed imaju još jednog brata, Georgea Trottera, koji se rijetko spominje; saznaje se i kako su Albert i George bacali novčić tko će biti Del Boyev kum.
Albert je poznat po pripovijedanju priča o ratu koje počinju riječima "Za vrijeme rata...", koje često iritiraju Dela i Rodneyja, ali nekad se i oni zainteresiraju za njih.
Buster Merryfield je umro 1999., a lik Ujaka Alberta je umro u epizodi "If They Could See Us Now" iz 2001. Del i Rodney, koji su u međuvremenu postali milijunaši, žalili su što se nisu brinuli za njega, ali su se utješili saznanjem da stari mornar nikad nije posjedovao britansku putovnicu. U drugoj epizodi iz 2001., "Strangers on the Shore", dvojac posjećuje francusko selo gdje je Albert bio stacioniran tijekom rata samo kako bi otkrili da je cijeli grad naseljen ćelavim muškarcima s bijelim bradama koji iznimno nalikuju njihovu pokojnom ujaku. U posljednjoj epizodi serije, "Sleepless in Peckham", otkriveno je kako je Albert prije smrti svoj udio u bogatstvu Trotterovih uložio u stabilne dionice. U skladu s njegovim jednostavnim životnim stilom to je značilo da je u vrijeme svoje smrti imao oko 290.000 funti koje je ostavio svojim pranećacima. Bilo je to dovoljno da ih spasi od deložacije iz Naselja Nelsona Mandele.